# 高能粒子对撞实验的安全性

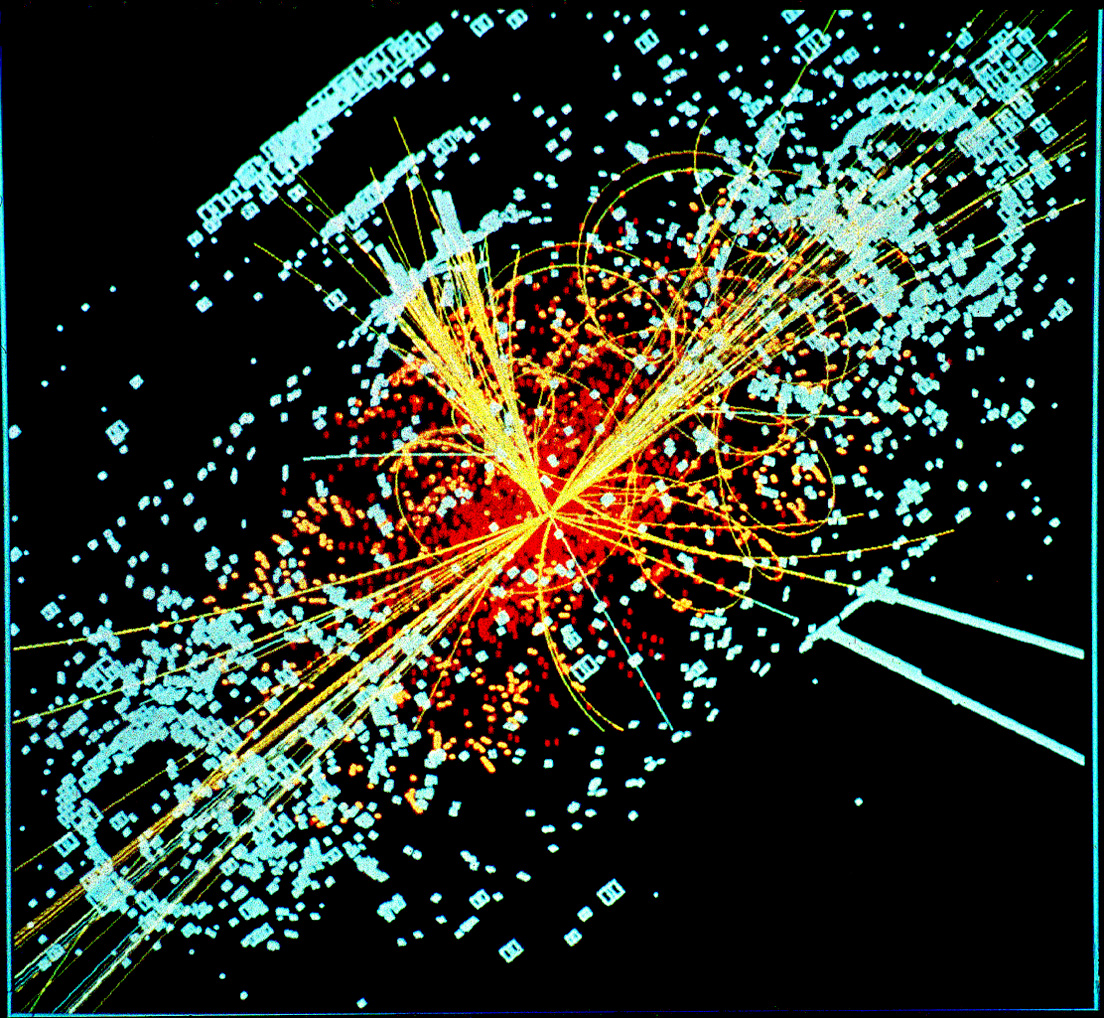
LHC中粒子碰撞的模拟图

高能粒子对撞实验的安全性问题在相对论性重离子对撞机（RHIC）以及大型强子对撞机（LHC）建设和承担任务期间受到了广泛关注和议论。公众担心用于制造新的粒子和物质形态的高能可能会产生有害的物质状态甚至导致全球灾难危机。在LHC即将投入运行的2008年至2010年间，有关其安全性的争论更为激烈。其中涉及到的风险包括产生稳定的微型黑洞或是制造出假定存在的奇异夸克团。这些问题受到了传统媒体、互联网以至法院的关切。
为了回应对于LHC的担忧，欧洲核子研究中心（CERN）委托了一批独立科学家来评估风险。在2003年发表的报告中，他们总结道，目前的粒子实验，例如RHIC和LHC中的粒子碰撞，不会产生任何威胁。CERN之后又委托了一批隶属于中心但不参与LHC项目的物理学家做了另一次评估。在2008年发表的报告中，他们基于对于安全性的新的研究结果重申了LHC对撞实验的安全性。这份报告得到了20位CERN外部科学家组成的委员会和美国物理学会粒子和场部执行委员会的审核和认可，随后在受同行评审的刊物《物理学杂志G》中发表。发行这一刊物的英国物理学会也认可报告的结论。
报告排除了大型强子对撞机导致全球灾难危机的可能性，并表示LHC、RHIC以及其他实验中的物理情形和碰撞事件在宇宙中自发而定期地发生，而没有导致有害的后果。比如地球上观测到的超高能宇宙线所具有的能量就比人造粒子对撞高得多。

## 背景
粒子对撞机是物理学家用来研究和理解宇宙基本性质的粒子加速器。对撞机会加速粒子束使其具有非常高的动能，然后让它们相撞。通过分析粒子对撞的产物，科学家可以了解亚原子世界的结构及其遵从的法则。这些结构和规律只会在高能状态下短暂显现，因此很难或者说几乎不可能通过其他手段研究。

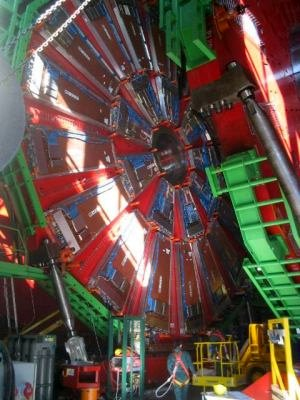
LHC中的紧凑μ子线圈

由于实验过程中会出现极高的能量，公众十分关心这样的粒子对撞是否安全以及是否会引起不可预见的问题和后果。在当今世界最大的粒子加速器综合体LHC建设期间，这个问题更为受到重视。LHC于2008年开始执行任务，具有非常高的动能的质子或铅核束会在其中对撞。LHC由位于瑞士日内瓦的欧洲核子研究中心（CERN）建造。LHC的主要建设目的是为了探究目前粒子物理学的理论图景标准模型的有效性和限度。LHC在2009年11月启动后不久即发生了首次粒子碰撞，每束粒子的能量高达1.2 TeV。首次经事前规划的粒子碰撞于2010年3月30日发生，每束粒子的能量高达3.5 TeV，创造了当时人造粒子碰撞的能量记录。到了2012年，每束粒子的能量增加到了4 TeV。经过了2013年至2014年间的升级，2015年至2016年间发生的粒子对撞中，单束质子的能量即可高达6.5 TeV。
此前在RHIC建设期间，公众也有过类似的顾虑。牛津大学物理学教授弗兰克·克洛斯在当时这样评价道：“（产生奇异夸克团的）可能性与连着三周中彩票大奖差不多。不过问题就是人们相信自己确实可以连着三周赢彩票。”

## 相对论性重离子对撞机
公众曾担忧相对论性重离子对撞机（RHIC）可能带来不利影响。而在细致研究后，科学家得到这样的结论：“在合理的怀疑范围内，RHIC中进行的重离子实验不会对我们的星球产生威胁，”并且有“足够的实验证据排除危险的奇异夸克团产生的可能性”。
在RHIC开始执行任务之前，批评者提出对撞机中极高的能量会导致灾难性的后果，比如制造出代表另一种量子真空（参见假真空）的黑洞，或是制造出比一般物质更稳定的奇异物质。虽然这些假说千差万别，但其中许多都预言了地球毁灭。依据各自理论，时间从几秒至几千年不等。但太阳系中的天体（比如说月球）在过去几十亿年的时间里都会遭到宇宙射线的轰击。这些宇宙射线所具有的能量比RHIC以及其他人造粒子撞击的能量要高得多。而太阳系却并没有因此受到损害。这一事实是对这些假说的最有力的回击。
批评者还要求物理学家给出排除这些灾难性后果产生的可能性的合理依据。物理学家并不能从实验数据或从天体物理学理论角度给出这些灾难性事件的概率为零，也不能保证地球明天就不会被“末日”宇宙线撞击。他们只能计算上述事件可能性的上限。尽管并非人为，但遭到这样的宇宙线轰击的结果同样会导致毁灭性的后果。依据给出的上限，RHIC还是会极其细微地改变地球幸免于难的可能性。
传统媒体和科普媒体都表达了对于RHIC的忧虑。马丁·里斯给出了造成灾难性后果的风险大小。对于RHIC来说，可能性至少有五千万分之一。至于产生奇异夸克团的可能性，牛津大学物理学教授弗兰克·克洛斯认为：“ 与连着三周中彩票大奖差不多。不过问题就是人们相信自己确实可以连着3周赢彩票。” 经过细致的研究，科学家得到这样的结论：“在合理的怀疑范围内，RHIC中进行的重离子实验不会对我们的星球产生威胁”并且有“足够的实验证据排除危险的奇异夸克团产生的可能性”。

### 讨论过程
争论始于1999年登载于《科学美国人》杂志中瓦尔特·L·瓦格纳与普林斯顿高等研究所的弗兰克·维尔切克有关M·慕克吉之前发表的文章的往来信件。传统媒体对于此事的报道始于英国《星期日泰晤士报》1999年7月18日登载的J·利克的文章之后不久美国媒体也开始报道此事。布鲁克黑文国家实验室主任约翰·马伯格为此召集委员会做调查。争论在调查报告发表后基本终止，灾难性后果的可能性在表面上得到排除。然而，报告还是留下没有完全解决的问题。比如，穿过地球的相对论性宇宙射线与静止的RHIC撞击产物性质是否会有所不同。以及高能质子和地球或月球的碰撞与RHIC中金核间的碰撞本质上是否相同。瓦格纳之后试图通过在纽约市和旧金山两地提起联邦诉讼的手段阻止RHIC的满能量撞击，但没有成功。由于旧金山法院在此案的优先级较高，在纽约市的起诉先遭到技术性驳回。而旧金山法院也驳回了起诉，不过允许瓦格纳在向法庭提交进一步的信息后再次提诉。 
2005年3月17日，BBC发布了一篇文章暗指研究员贺拉斯· 讷斯塔塞也相信RHIC中确实产生了黑洞。然而，文章引用的讷斯塔塞的论文和《新科学家》中的文章说的却是只有在量子色动力学与闵可夫斯基空间和AdS/CFT理论的AdS5 × X5空间对应时，RHIC中产生的热致密QCD物质的对应体才是黑洞。换句话说，二者只是在数学性质上相似。因此RHIC中的碰撞在AdS/CFT可以通过与量子引力相关的数学理论描述，但实际的物理现象并不相同。

## 大型强子对撞机
而到了LHC要承担任务时，之前反对RHIC的瓦尔特·L·瓦格纳、西班牙科普作家路易斯·桑乔以及德国生物化学家奥托·勒斯勒尔都对LHC的安全性表示担忧，并试图通过向美国和欧洲的法庭提出申诉来阻止实验启动。这些反对者认为LHC的实验有制造低速微型黑洞的潜在可能。那些黑洞可能会吸收物质或向外界释放危险的辐射，从而导致地球毁灭 。其他潜在风险包括奇异夸克团、磁单极子以及真空气泡等。
基于这些对安全性的担忧，美国联邦法官理查德·A·波斯纳与未来人类研究所助理研究员托比·奥德等人表示LHC实验付诸实施的风险太高。英国宇宙学家和天体物理学家马丁·里斯在他的书《我们的最终世纪：人类能度过21世纪吗？》中计算了大型强子对撞机导致全球性灾难或制造出黑洞的概率上限为五千万分之一。不过里斯也表示不要“为了对撞机失眠”，并信任建造它的科学家。 他认为：“我的书中的一两处曾遭误用。我愿意告诉你安全性研究的即时情况。”
LHC的风险评估引起了公众的恐慌，一些参与这个项目的科学家受到了抗议。大型强子对撞机团队表示他们曾受到死亡威胁以及要求中止实验的威胁信件或电话。2008年9月9日，罗马尼亚保守党在欧盟委员会访问布加勒斯特之前举行抗议集会，要求中止该实验，因为他们担心LHC会制造出危险的黑洞。

### 媒体报道
对于LHC的安全担忧得到了媒体广泛的关注。数家发行量很大的报刊报道了与对撞机有关的末日恐慌，其中包括《泰晤士报》、《卫报》、《独立报》、《悉尼先驱晨报》以及《时代周刊》。相对于其他家媒体，CNN表示“虽然有些人担心这项计划会导致地球毁灭”，但依照约翰·胡思等科学家的意见，那些纯属“无稽之谈”。MSNBC也表示 “有其他正经的事更需要担心”并试图消除有关“那台原子破碎机可能会引起地震或是其他危险的轰隆隆”的担忧。一项线上调查结果显示“（公众中）不少人具有足够的知识来避免恐慌”。BBC报道称：“科学界目前一致站在CERN的理论学家一边”，他们认为LHC不会有任何危险。布莱恩·格林在《纽约时报》上向公众再次保证：“如果黑洞在日内瓦的地下产生，那么它有可能咽下瑞士，接着穷凶极恶地把整个地球都吞噬掉吗？这个问题合乎情理，答案也是明确的：‘不可能’。”2008年9月10日，印度萨朗格普尔的一名16岁少女因为听到当地媒体有关LHC的报道中给出的末日即将来到的预言后抑郁自杀。在联邦起诉遭到驳回后，瓦尔特·L·瓦格纳接受每日秀记者约翰·奥利弗的采访，表示他相信LHC毁灭地球的可能性高达50%，因为那件事要么发生要么不发生。

### 具体问题

#### 微型黑洞
科学家依照粒子物理的标准模型预测LHC的能量远不足以产生黑洞。不过一些超越标准模型的物理学理论则假定会存在额外的空间维度。在那些维度上，LHC每秒会产生一个微型黑洞。依据标准计算，这些微型黑洞是无害的，因为它们很快就会随霍金辐射消失掉。霍金辐射是黑洞由于量子效应发出的热辐射。由于霍金辐射会使黑洞失去质量，因此当黑洞所损失的质量大于通过其他方式获得的质量时，它们就会耗散收缩并最终消失。而LHC中产生的微型黑洞依据理论预测会比大黑洞的净辐射量更大。它们会很快耗散收缩。LHC安全性评估小组（LSAG）表示：“虽然现在物理学界普遍认同霍金辐射确实存在，但目前没有实验设备具有足够高的灵敏度直接检出这种辐射。”
依据LSAG的意见。即使LHC中产生的微型黑洞是稳定的，它们也没有能力以对地球有威胁的方式来吸积物质。它们可以产生于宇宙线。中子星和白矮星中也会留有这样的微型黑洞。这些天体的稳定性可以证明微型黑洞不具有危险性：
稳定黑洞要么具有电荷，要么是电中性的。……如果稳定微观黑洞没有电荷，它们与地球的相互作用就会非常微弱。那些由宇宙线产生的微型黑洞会穿过地球回到宇宙，而不带来任何不良影响。不过LHC产生的微型黑洞可能会留在地球上。不过，宇宙中有比地球更大更稠密的天体。 由宇宙线和中子星或白矮星碰撞而产生的黑洞也会是静止的。但这些致密天体以及地球仍然继续存在的事实可以排除LHC会产出危险黑洞的可能性。

#### 奇异夸克团
奇异夸克团是假想中存在的夸克物质“奇异物质”的小片段，具有大致等量的顶夸克、底夸克和奇夸克，比一般的原子核稳定，大小在几飞米至几米之间。如果奇异夸克团确实存在，并且可以从LHC中产生，那么它们就有可能启动不可控的融合过程，以致地球上的所有原子核转化为奇异物质，最终使地球转化为夸克星。
奇异夸克团产生的概率会随能量升高而降低。由于LHC的运行能量要比RHIC等1980年代至1990年代的重离子项目高，因此LHC中产生奇异夸克团的可能性要比先前的粒子对撞机低。此外，现在的理论模型显示奇异夸克团只有在低温条件下才能稳定长期存在。它们只能处于低能状态（1–10 MeV）, 而LHC中发生的撞击释放出的能量则在7–14 TeV之间。热力学第二定律也不会允许比周围介质温度低几个量级的凝聚体产生。这就如同在火炉中做冰块一样。

#### 未受到科学界认可的担忧
德国蒂宾根大学化学教授奥托·勒斯勒尔认为LHC中的微型黑洞会指数型增长。2008年7月4日，勒斯勒尔会见CERN的物理学家罗尔夫· 兰杜亚，与他讨论LHC的安全性。在会谈后，兰杜亚邀请另一名专家阿尔伯特·爱因斯坦研究所主任赫尔曼·尼古拉来审查勒斯勒尔对自己观点的论证。尼古拉认为勒斯勒尔的论证前后矛盾，引用的物理理论也有错误。他认为勒斯勒尔的文章“不能通过严肃期刊的审查流程”。多梅尼科·朱利尼也评论了勒斯勒尔的报告，认为“他的论证只关心广义相对论，与LHC所基于的物理学理论没有逻辑上的联系；论证没有根据也并不自洽”。2008年8月1日，德国基本粒子委员会（KET）发表了公开信进一步批驳了勒斯勒尔的指责并保证LHC是安全的。奥托·勒斯勒尔原本会在2008年8月面见时任瑞士联邦总统帕斯卡尔·库什潘讨论自己的关切。但这次会见后来被取消，因为人们相信勒斯勒尔和他的同伴只是为了提高自己的知名度。
2008年8月10日，德国天体物理学家赖纳·普拉格在arXiv上发表论文称LHC安全性研究并没有完全排除围观黑洞带来的潜在威胁，这其中包括可能具有危险性的黑洞发出的霍金辐射。史蒂文· 吉丁斯和米凯兰杰洛·曼加诺随后也在arXiv上发表论文《假定存在的稳定TeV量级黑洞的天体物理学影响》（"Astrophysical implications of hypothetical stable TeV-scale black holes"）回应普拉格的意见。他们认为普拉格的计算存在前后矛盾的地方，并提出LHC安全性评估报告的结论仍然 不可动摇。吉丁斯和曼加诺还引用了论文《LHC中黑洞灾难可能性的排除》（"Exclusion of black hole disaster scenarios at the LHC"），这篇文章依据新的论证得到了LHC中的微型黑洞不会有任何风险的结论。2009年1月19日， 罗伯托·卡萨迪奥、塞尔焦· 法比与本杰明·哈姆斯在arXiv上发表论文，排除了普拉格设想的黑洞灾变性增长的可能性。这篇文章随后在《物理评论D》上发表。为了回应批评意见，普拉格先后在2008年9月26日和2009年8月9日更新了他的论文。截至目前，普拉格的论文也没有在受同行评审的期刊上发表。

### 安全性评估

#### 受CERN委托的调查
仿照此前RHIC安全性评估研究的先例，由独立科学家组成的LHC安全性研究小组在2003年发表了报告《就LHC中重离子碰撞D的潜在危险事件的研究》（Study of Potentially Dangerous Events During Heavy-Ion Collisions at the LHC）。该报告结论为，“任何可能预见的威胁都没有存在基础”。 其中部分观点是从LHC研究可能会出现的产物角度给出的，其基础为假定存在的微型黑洞会通过霍金辐射（尽管尚未得到实验验证）消散的假设以及通过标准模型给出的理论预测。研究小组在报告中提出自数十亿年前自然界即在发生着比LHC中能量高得多的碰撞，而没有产生任何不利影响，例如宇宙中碰撞地球和其他天体的超高能宇宙线。
2007年，CERN委任不参与LHC项目的5名粒子物理学家组成LHC安全性评估小组（LSAG）回应对于LHC的新的担忧，成员包括CERN的约翰·埃利斯、 吉安·弗朗切斯科·朱迪切、米凯兰杰洛·曼加洛和乌尔斯·维德曼以及莫斯科原子核研究所的伊戈尔·特卡乔夫。2008年6月20日，基于新的实验数据和理论认识，LSAG更新了2003年的安全评估，再次强调了“LHC的对撞实验没有危险性，没有理由为其担心”的结论。LSAG的报告之后接受由外部科学家组成向CERN理事会提供建议的CERN科学政策委员会（SPC）评审。这份报告得到了由五名独立科学家组成的评审小组的审核和认可，小组成员包括：彼得·布劳恩-蒙青格尔、马泰奥·卡瓦利-斯福尔扎、杰拉德·特·胡夫特、布赖恩·韦伯以及法比奥· 茨维尔纳。他们的结论获得了SPC的全部20名成员的一致认可。2008年9月5日，LSAG的报告在《物理学杂志G》上发表。发行该刊物的英国物理学会在宣布发表该报告的记者会上表示接受报告的结论。
在LSAG安全性报告发表后，世界第二大物理学家组织美国物理学会粒子和场部执行委员会发表声明，认可LSAG的结论，并强调：“这份报告解释了为什么LHC制造的粒子不足为惧。”2008年8月1日，德国的基本粒子物理委员会（KET）发表公开信进一步驳斥对LHC实验的指责，并基于LSAG的安全性评估保证LHC实验的安全性。

#### 其他报告
2008年6月20日，史蒂文·吉丁斯和米凯兰杰洛·曼加诺发表论文《假定存在的稳定TeV量级黑洞的天体物理学影响》（"Astrophysical implications of hypothetical stable TeV-scale black holes"），他们在该篇论文中通过论证排除了LHC中产生的黑洞的风险。2008年8月18日，这份安全性评估在《物理评论D》上发表。同日，另一篇发表于期刊《物理学》的评论文章中，吉丁斯和曼加诺的结论得到了认可。LSAG的报告在这项研究中发挥了重要作用。
2009年2月9日，一篇题为《LHC中黑洞灾难可能性的排除》（"Exclusion of black hole disaster scenarios at the LHC"）发表于期刊《物理学快报B》。这篇文章基于大量新的安全性论证（包括吉丁斯和曼加诺文章中提出的论证），汇总了当时的证据，排除了LHC中黑洞灾难的可能性。

### 法律争议
2008年3月21日，瓦尔特·L·瓦格纳和路易斯·桑乔向美国夏威夷联邦地区法院提诉，要求向CERN和它美国的合作伙伴美国能源部、美国国家科学基金会以及费米国立加速器实验室下达禁制令，中止LHC的启动。原告方要求LHC在LSAG最近的安全报告发表后的4个月内不得启动，并要求在有足够证据证明LHC具有工业标准的安全性前不得启动。依美国联邦法院安排，庭审于2009年6月16日开始。
LSAG的评估报告在接受外界评审后于2008年6月20日发表，给出结论“对于LHC中可能产生的新的粒子或物质形式带来的后果的担忧没有任何依据”。美国政府要求即刻驳回针对政府的诉状，因为与CERN就此项目的合作早已结束（资助从1999年开始，时限6年。当时资助项目已经基本完成。），并表示原告方的要求过于依靠自己的推断，没有足够的证据。夏威夷地区法院听取了政府的动议，于2008年9月2日驳回了诉状。9月26日，法院发布指令，基于LHC项目在其管辖权之外的事实，支持政府动议驳回原告要求。2010年8月24日，法院驳回了原告方的追诉。
2008年8月26日，德国生物化学家奥托·勒斯勒尔率领一批欧盟公民，向位于斯特拉斯堡的欧洲人权法院起诉CERN，称大型强子对撞机对于欧盟的27个成员国及其公民构成严重的风险。诉状即日被法院驳回。
而后在2009年，律师埃里克·约翰逊在《田纳西法律评论》上评述了此时的法律情况。只有致力于粒子物理学研究多年的学者才能理解对实验风险复杂的科学论证。但这样的学者由于付出了多年的努力，会不可避免地偏向支持实验的立场。如果这些人威胁到实验的持续，他们也会遭受来自同行严厉的指责。因此在这篇评述中，约翰逊提出：“在这种情况下，就不知道是否应该将粒子物理证词呈送至法庭了。”2010年2月，约翰逊文章的概要在《新科学家》上发表。
2010年2月，德国联邦宪法法院在没有听证的情况下，驳回了要求中止LHC运行的请愿书，宣布原告方没有为自己的主张提供足够有说服力的证据。2011年1月，科隆行政法院驳回了追加的请愿书。而对此裁定的申诉也在2012年10月被北莱茵-威斯特法伦高等行政法院驳回。